# Sidi Bennour (Tunísia)
Sidi Bennour (àrab: سيدي بنور, Sīdī Binnūr) és un poble del Sahel tunisià, situada 35 km al sud de Monastir, dins de la governació homònima. Constitueix una municipalitat amb 4.520 habitants el 2014.
Pren el seu nom de la presència històrica en el lloc d'una petita zàuiya dedicada a un sant musulmà amb aquest nom.

## Administració
Forma una municipalitat o baladiyya, amb codi geogràfic 32 26 (ISO 3166-2:TN-12).
Al mateix temps, constitueix un sector o imada, amb codi geogràfic 32 58 57, dins de la delegació o mutamadiyya de Moknine (32 58).